# Johann Georg Reichert
Johann Georg Reichert (* 1750 in Berlin; † 23. April 1826 ebenda) war ein Berliner Bankdirektor.

## Leben
Johann Georg Reichert wurde am 8. Juni 1770 vom Staatsminister und Chef der Bank, Freiherrn Ludwig Philipp vom Hagen, als Assistent bei der preußischen Hauptbank-Kasse in Berlin angestellt und wurde unter dem Bankdirektor Willmann zu einem erfahrenen Bankbeamten ausgebildet.
1784 erfolgte seine Ernennung zum Rendanten der Hauptbank-Kasse und er blieb auf diesem Dienstposten bis 1798, bis er durch König Friedrich Wilhelm III. zum Direktor der Preußischen Hauptbank ernannt wurde.
Als er verstarb, war er in der Französischen Straße 30 und in seinem Sommerhaus in Thiergarten 41 in Berlin wohnhaft.

## Ehrungen und Auszeichnungen
Johann Georg Reichert wurde 1820, anlässlich seines fünfzigjährigen Dienstjubiläums, durch den König zum Ritter III. Klasse des Roten Adlerordens ernannt.